# Xã Valley, Quận Scott, Kansas
Xã Valley (tiếng Anh: Valley Township) là một xã thuộc quận Scott, tiểu bang Kansas, Hoa Kỳ. Năm 2010, dân số của xã này là 244 người.